# Albert Krassnigg
Albert Krassnigg (* 4. Mai 1896 in Wien; † Mai 1971) war ein österreichischer Pädagoge.

## Leben
Krassnigg besaß die Lehrbefähigung für Bürgerschulen, zudem promovierte er 1931 an der Universität Wien mit der Dissertation Geschichte und Bibliographie der deutschgeschriebenen pädagogischen Zeitschriften in Österreich von den Anfängen bis zur Schaffung des Reichsvolksschulgesetz.
Von 1924 bis 1934 war er Leiter der Pädagogischen Zentralbibliothek Wien. Im Jahr 1945 wurde Krassnigg Bezirksschulinspektor und Direktor des Wiener Pädagogischen Instituts, im Oktober desselben Jahres Wiener Landesschulinspektor und Leiter der Abteilung I des Stadtschulrates Wien (bis 1961).
Krassnigg galt als SPÖ-nah und war als Mitherausgeber und Hauptautor neben Anton Simonic wesentlich an der Erstellung des Österreichischen Wörterbuchs beteiligt. Gemeinsam mit Simonic war er auch Schriftleiter der pädagogischen Zeitschrift Erziehung und Unterricht. Auch verfasste er zahlreiche Lehrbücher. Er stand in brieflichem Kontakt mit dem Philosophen Karl Popper.
Seine Schwester Maria Krassnigg (1899–1970) war eine kommunistische Widerstandskämpferin zur Zeit des Nationalsozialismus.

## Werke
- Erziehung und Unterricht. Österreichische pädagogische Zeitschrift. Schriftleiter, mit Anton Simonic.
- 1951 Schule und Erziehung. Mit Anton Simonic. Wien: Verlag für Jugend und Volk.
- 1951 Schule und Erziehung. Beiträge zur pädagogischen Theorie und Praxis. Mit Anton Simonic. Wien: Österreichischer Bundesverlag.
- 1957 Eine neue Klassenlektüre. Ziel und Wege. Mit Anton Simonic. Wien: Verlag für Jugend und Volk.
- 1957 Mein Bildwörterbuch. Ein Arbeitsbuch für Schule und Haus. Mit Ernst Pacolt. Graz / Wien / Köln: Styria.
- 1963 Mein erstes Wörterbuch. Für die zweite bis vierte Schulstufe. Mit Ernst Pacolt & Ernst Höller. Wien: Verlag für Jugend und Volk.
- 1968 Kleines Wörterbuch. Mit Ernst Pacolt. Wien: Verlag für Jugend und Volk.
- 1970 Sprechen und Rechtschreiben für Drei- bis Zehnjährige. Mit Ernst Pacolt und Rudolf Hautzinger. Graz / Wien / München: Universal Verlags und Vertriebsgesellschaft.
- 1974 Drillschule, Lernschule, Arbeitsschule. Otto Glöckel und die österreichische Schulreform in der Ersten Republik. Posthum mit Oskar Achs. Wien: Verlag für Jugend und Volk.